# Pericallia burica
Pericallia burica är en fjärilsart som beskrevs av Holland 1900. Pericallia burica ingår i släktet Pericallia och familjen björnspinnare. Inga underarter finns listade i Catalogue of Life.